# Phiaris
Phiaris is een geslacht van vlinders van de familie bladrollers (Tortricidae).

## Soorten
- P. astrana (Guenee, 1845)
- P. bipunctana - Tweepuntige lijnbladroller (Fabricius, 1794)
- P. delitana (Staudinger, 1880)
- P. dissolutana (Stange, 1866)
- P. heinrichana (McDunnough, 1927)
- P. helveticana Duponchel, 1844
- P. inquietana (Walker, 1863)
- P. metallicana (Hübner, 1799)
- P. micana - Roestlijnbladroller Denis & Schiffermüller, 1775
- P. obsoletana (Zetterstedt, 1839)
- P. palustrana - Vosrode lijnbladroller (Lienig & Zeller, 1846)
- P. predotai (Hartig, 1938)
- P. scoriana (Guenee, 1845)
- P. schulziana - Granietbladroller (Fabricius, 1776)
- P. septentrionana (Curtis, 1835)
- P. stibiana (Guenee, 1845)
- P. turfosana (Herrich-Schäffer, 1851)
- P. umbrosana - Kalklijnbladroller (Freyer, 1842)
- P. valesiana (Rebel, 1907)